# Escola d'Arts Plàstiques i Disseny de Móra la Nova
L'Escola d'Arts Plàstiques i Disseny de Móra la Nova, amb una antiguitat de més de 40 anys dedicada a l'ensenyança de l'art, ha passat de ser un col·lectiu d'aficionats que l'any 1973 va fundar l'Escola d'arts i oficis artístics a ser reconeguda per la Diputació de Tarragona l'any 1984 i, el 1990 quedar adscrita a la prestigiosa escola Llotja de Barcelona fins a finalitzar l'antic pla d'estudis de 1963 de les especialitats de pintura mural, escultura, ceràmica, esmalts i disseny gràfic.
Actualment és un centre concertat pel Departament d'Ensenyament de la Generalitat de Catalunya on s'imparteixen cicles formatius amb titulació homologada.
Paral·lelament es desenvolupen estudis lliures monogràfics per a nens, júniors i adults de pintura, dibuix, ceràmica, escultura, esmalts, decoració-chic, història i anglès, combinats amb nombroses activitats complementàries al llarg del curs.

## Història
L'origen del centre es troba en les reunions de l'any 1971 d'uns afeccionats a l'art que es trobaven en un local per a pintar, dirigits pel llavors professor de l'institut de secundària i llicenciat en belles arts Àngel Martí.
L'any 1973, al voltant de per persona de Josep Casadó, que va dirigir l'escola d'arts durant 25 anys, i promoguda per l'Associació de caps de família de Móra la Nova, es va engegar el projecte d'Escola d'arts i oficis artístics. S'instal·là en l'avui enderrocat edifici de la Plaça de la Verdura i només s'hi feien tres tallers d'estudis lliures: pintura amb Àngel Martí, escultura amb Glòria Marsal i esmalts amb Roser Ferré que es desplaçava des de la Escuela Provincial de arte de Tarragona. Amb el canvi de consistori, l'any 1984 passarà a l'actual edifici, l'antic Ateneo de l'OJE.
L'any 1984 l'Escola d'arts i oficis es reconeguda per la Diputació de Tarragona, es fa el primer projecte educatiu i s'hi cursen estudis oficials dels dos cursos comuns però no dels tres anys d'especialitzat. Gràcies al llavors director de l'Escola LLotja de Barcelona, Andreu Vilasís, accepten a partir de 1991, que l'alumnat cursi els estudis oficials com alumnes lliures del seu centre i desplacen a Móra la Nova al mes de juny de cada curs un tribunal presidit pel Sr. Antoni Villar. L'escola amplia la seva oferta amb la possibilitat que els estudis s'amplïin a cinc cursos: pintura, escultura, ceràmica, esmalts i disseny gràfic; ja que fins al moment només se'n podien realitzar tres. També s'incorpora una nova especialitat, la restauració.
El curs 1999-2000 s'inicia el Pla LOGSE amb els cicles formatius de grau mitjà, terrisseria i esmaltatge i de grau superior ceràmica i esmalts artístics. A partir de 1999 el Departament d'Ensenyament de la Generalitat de Catalunya estableix el Pla d'Estudis d'Ensenyaments artístics i l'Escola Municipal d'Arts i oficis de Móra la Nova, queda escollida juntament amb la de Tarragona i Amposta d'entre totes les de la província de Tarragona per impartir en el seu centre les assignatures corresponents a Disseny i Art ceràmic i esmalts, essent aquesta especialitat, l'única escola de Catalunya que la impartirà. A partir de l'any 2000 les despeses que comporta l'Escola Municipal aniran a càrrec de la Generalitat de Catalunya.Aquest mateix any, la Direcció General de Centre Docents notifica l'addenda al conveni establert entre el Departament d'Ensenyament de la Generalitat i l'Ajuntament de Móra la Nova per a la qual s'amplia el cicle formatiu de grau mitjà en esmaltatge sobre metalls.
L'any 2003 L'escola d'arts celebra el seu 30 aniversari amb la inauguració el 24 de juliol a la sala d'exposicions de l'Ajuntament d'una mostra retrospectiva d'obres realitzades els últims temps a l'Escola d'Arts.
L'Any 2013, el centre va vincular el 40 aniversari de la fundació de l'escola d'art amb el projecte artístic realitzat per tot l'alumnat editant un catàleg conjunt de la mostra i de la història del centre.
L'any 2018 es va inaugurar un mural reivindicatiu al hall de Pavelló firal 1 d'octubre, "Caminem per poder ser i volem ser per caminar", que representa una multitud de gent caminant per anar a votar. Sobre el llindar de la porta s'escriuen les paraules "llibertad i democràcia" en lletres grogues i a la part esquerra s'hi dibuixa una urna i una filera de sobres. Aquesta obra commemora com la població de Móra la Nova va aconseguir votar al referendum de l'1 d'octubre tot i la irrupció de més de 150 policies. El mateix dia també s'inaugurava l'exposició "Microcosmos" amb obres dels infants que van participar dels taller d'estiu.
La col·laboració amb l'Institut Julió Antonio de Móra d'Ebre, a partir del curs 2019-2020 permet oferir el batxillerat artístic. Els alumnes cursen la teoria a Móra d'Ebre i les pràctiques a l'Escola d'Art de Móra la Nova i aquests acaben la seva formació amb dos titulacions, la de batxillerat i la del cicle mitjà de ceràmica.

## Oferta docent
- Batxillerat artístic[14]
- CFGM decoració ceràmica
- CFGM esmaltatge sobre metall
- CFGS ceràmica artística
- CFGS esmalts al foc[8]
- Estudis lliures de pintura, ceràmica, dibuix, esmalts, escultura, història de l'art, deco-chic[cal citació]